# ترفيل (عروض)

الترفيل عند العروضيين أن يزاد سبب خفيف على متفاعلن الواقع ضربا لمجزوء الكامل جبرا لما فاته من الجزء المحذوف فيصير متفاعلاتن.